# Stipe Šuvar
Stipe Šuvar (17. února 1936, Zagvozd – 29. června 2004, Záhřeb) byl jugoslávský komunistický politik z Chorvatska.
Během existence SFRJ zastával celou řadu společenských funkcí. Jeho vzestup mu umožnila především kritika chorvatského jara - procesu, který komunistická moc označila za pokus o kontrarevoluci. V roce 1974 se stal chorvatským republikovým sekretářem školství a kultury (de facto ministrem), v roce 1982 pak člen předsednictva Svazu komunistů Chorvatska. Na konci 80. let byl členem předsednictva SFRJ a předsednictva ústředního výboru Svazu komunistů Jugoslávie. V celojugoslávském předsednictvu vydržel až do poloviny roku 1990, kdy byl nahrazen Stipem Mesićem. Stipe Šuvar byl - podobně jako řada tehdejších chorvatských komunistických politiků - značně neoblíben srbským vedením, které vůči němu prostřednictvím tisku vedlo štvavou kampaň, podobně jako např. proti Josipu Vrhovci.[zdroj?] Poté, co se v Chorvatsku dostalo k moci HDZ se Šuvar stáhl z politického života a začal působit na filozofické fakultě Univerzity v Záhřebu.